# Worsley
Worsley – miasto w Anglii, w hrabstwie ceremonialnym Wielki Manchester, w dystrykcie metropolitalnym Salford. Leży 12 km na północny zachód od centrum miasta Manchester. W 2001 miasto liczyło 9833 mieszkańców.